# SMS Körös

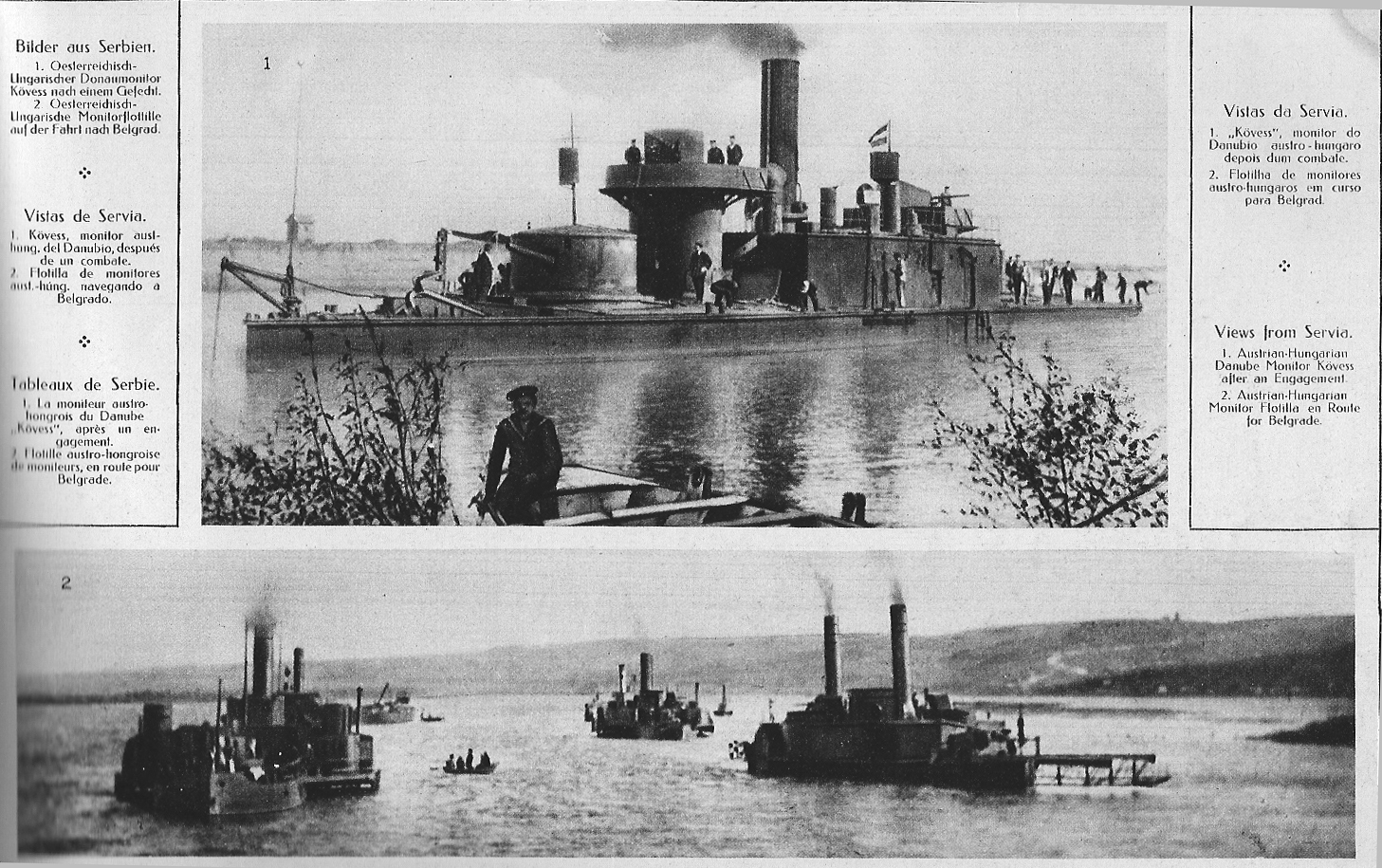
Монітор «Кереш» (зверху)

SMS Körös (вимовляється [ˈkørøʃ]) — головний корабель однойменного типу річкових моніторів ВМС Австро-Угорщини. Завершений 1892 року, корабель став частиною Дунайської флотилії цієї держави. Під час Першої світової війни брав участь у сербській та румунській кампаніях, після Брестського миру прибув до Одеси для забезпечення виконання його умов. Після короткої служби у складі сил Угорської Радянської Республіки після завершення війни, корабель було передано новоствореному Королівству сербів, хорватів та словенців (пізніше Югославія), де його перейменували на «Morava». Монітор залишався на службі впродовж всього міжвоєнного періоду, хоч через бюджетні обмеження не завжди був повністю боєздатним.
У Другу світову війну під час очоленої Третім рейхом вторгнення у Югославію у квітні 1941 року, «Morava» був флагманом 2-ї мінно-загороджувального дивізіону. Корабель відбив декілька атак німецької авіації, і навіть збив один літак, проте вимушений був відступити до Белграда. Там він був затоплений екіпажем 11 квітня. Дехто з членів екіпажу намагався приєднатися до підрозділів флоту на узбережжі Адріатики, проте більшість здалася 14 квітня. Тих, кому вдалося досягти Которської затоки, полонили солдати італійського XVII корпусу 17 квітня. Корабель пізніше підняли для ВМС Незалежної Держави Хорватія, де монітор служив під іменем «Bosna» до червня 1944 року, коли він налетів на міну та затонув.